# Jørgen Aukland
Jørgen Aukland (ur. 6 sierpnia 1975 w Tønsbergu) – norweski biegacz narciarski. Nigdy nie startował na mistrzostwach świata ani na igrzyskach olimpijskich. Najlepsze wyniki osiągnął w sezonie 2003/2004, kiedy to zajął 67. miejsce w klasyfikacji generalnej.
W 2003 r. i 2006 r. zwyciężał we włoskim biegu długodystansowym Marcialonga. W 2003 r. wygrał także dwa inne maratony niemiecki König Ludwig Lauf i estoński Tartu Maraton. W 2008 r. zwyciężył w Biegu Wazów, najstarszym szwedzkim maratonie. W 2003 r. zwyciężył w klasyfikacji FIS Marathon Cup, a w 2007 r. był drugi.
Jest bratem Andersa Auklanda, również biegacza narciarskiego.

## Osiągnięcia

### Miejsca w klasyfikacji generalnej
- sezon 2000/2001: –
- sezon 2001/2002: 121.
- sezon 2003/2004: 67.
- sezon 2005/2006: 105.

### Miejsca na podium
| Nr | Dzień       | Rok  | Miejscowość   | Konkurencja             | Czas biegu  | Strata  | Pozycja | Zwycięzca      |
| -- | ----------- | ---- | ------------- | ----------------------- | ----------- | ------- | ------- | -------------- |
| 1. | 25 stycznia | 2004 | Val di Fiemme | 70 km stylem klasycznym | 3:09:03.5 h | +42.7 s | 3       | Anders Aukland |

### FIS Marathon Cup

#### Miejsca w klasyfikacji generalnej
- sezon 2000/2001: 19.
- sezon 2001/2002: 9.
- sezon 2002/2003: 1.
- sezon 2003/2004: 7.
- sezon 2004/2005: 8.
- sezon 2005/2006: 5.
- sezon 2006/2007: 2.
- sezon 2007/2008: 4.
- sezon 2008/2009: 6.
- sezon 2009/2010: 11.
- sezon 2010/2011: 15.
- sezon 2011/2012: 4.
- sezon 2012/2013: 9.
- sezon 2013/2014: 20.

#### Miejsca na podium
| Nr  | Dzień       | Rok  | Zawody             | Dystans                 | Czas biegu  | Strata      | Pozycja | Zwycięzca       |
| --- | ----------- | ---- | ------------------ | ----------------------- | ----------- | ----------- | ------- | --------------- |
| 1.  | 10 lutego   | 2002 | Tartu Maraton      | 27 km stylem klasycznym | 1:08:33.9 h | +1.9 s      | 2       | Håvard Skorstad |
| 2.  | 3 marca     | 2002 | Vasaloppet         | 90 km stylem klasycznym | 3:58.5 h    | +5 s        | 2       | Daniel Tynell   |
| 3.  | 26 stycznia | 2003 | Marcialonga        | 70 km stylem klasycznym | 2:25:52.0 h | –           | 1.      | –               |
| 4.  | 2 lutego    | 2003 | König-Ludwig-Lauf  | 55 km stylem klasycznym | 2:05:32.8 h | –           | 1.      | –               |
| 5.  | 9 lutego    | 2003 | Tartu Maraton      | 63 km stylem klasycznym | 2:50:31.1 h | –           | 1.      | –               |
| 6.  | 2 marca     | 2003 | Vasaloppet         | 90 km stylem klasycznym | 3:58:23.0 h | +1.0 s      | 2       | Oskar Svärd     |
| 7.  | 1 lutego    | 2004 | König-Ludwig-Lauf  | 55 km stylem klasycznym | 2:01:16.9 h | +1.2 s      | 2       | Stanislav Řezáč |
| 8.  | 7 marca     | 2004 | Vasaloppet         | 90 km stylem klasycznym | 3:48:42.0 h | +2:01.0 min | 3       | Oskar Svärd     |
| 9.  | 6 marca     | 2005 | Vasaloppet         | 90 km stylem klasycznym | 3:51:47.0 h | +2.0 s      | 3       | Oskar Svärd     |
| 10. | 15 stycznia | 2006 | Jizerská Padesátka | 90 km stylem klasycznym | 2:12:09.0 h | +3.0 s      | 2       | Marco Cattaneo  |
| 11. | 29 stycznia | 2006 | Marcialonga        | 70 km stylem klasycznym | 3:24:47.7 h | –           | 1.      | –               |
| 12. | 5 lutego    | 2006 | König-Ludwig-Lauf  | 50 km stylem klasycznym | 2:18:35.9 h | +0.8 s      | 3       | Stanislav Řezáč |
| 13. | 28 stycznia | 2007 | Marcialonga        | 70 km stylem klasycznym | 2:07:17.0 h | +7.0 s      | 2       | Jerry Ahrlin    |
| 14. | 4 marca     | 2007 | Vasaloppet         | 90 km stylem klasycznym | 4:43:40.0 h | +25.0 s     | 3       | Oskar Svärd     |
| 15. | 13 stycznia | 2008 | Jizerská Padesátka | 70 km stylem klasycznym | 2:12:32.2 h | +1:50.9 min | 3       | Anders Aukland  |
| 16. | 28 stycznia | 2008 | Marcialonga        | 70 km stylem klasycznym | 3:09:32.7 h | +2:44.2 min | 2       | Anders Aukland  |
| 17. | 2 marca     | 2008 | Vasaloppet         | 90 km stylem klasycznym | 4:13:45.0 h | –           | 1.      | –               |
| 18. | 31 stycznia | 2010 | Marcialonga        | 70 km stylem klasycznym | 3:02:28.0 h | +13.3 s     | 3       | Oskar Svärd     |
| 19. | 8 stycznia  | 2012 | Jizerská Padesátka | 50 km stylem klasycznym | 2:21:49.2 h | +9.3 s      | 3       | Stanislav Řezáč |
| 20. | 29 stycznia | 2012 | Marcialonga        | 70 km stylem klasycznym | 2:55:37.3 h | –           | 1.      | –               |
| 21. | 5 lutego    | 2012 | König-Ludwig-Lauf  | 50 km stylem klasycznym | 2:16:35.5 h | +1.3 s      | 3       | Stanislav Řezáč |
| 22. | 13 stycznia | 2013 | Jizerská Padesátka | 50 km stylem klasycznym | 2:12:19.4 h | +2:55.3 min | 3       | Stanislav Řezáč |
| 23. | 27 stycznia | 2013 | Marcialonga        | 70 km stylem klasycznym | 2:58:21.3 h | –           | 1.      | –               |
| 24. | 26 stycznia | 2014 | Marcialonga        | 70 km stylem klasycznym | 3:10:16,1 h | +13,0 s     | 3.      | Simen Østensen  |

### Visma Ski Classics

#### Miejsca w klasyfikacji generalnej
- sezon 2011: 8.
- sezon 2012: 4.
- sezon 2013: 2.
- sezon 2014: 8.
- sezon 2014/2015: 11.
- sezon 2015/2016: 24.